# Колеко телстар ренџер
Coleco Telstar Ranger (Telstar Ranger) је конзола за игру, производ фирме Coleco која је почела да се израђује у Сједињеним Америчким Државама током 1977. године.
Користила је AY-3-8500-1 од General Instrument као централни микропроцесор и 6 батерија од по 1,6 волти.

## Детаљни подаци
Детаљнији подаци о конзоли Telstar Ranger су дати у табели испод.
|                       |                                                                             |
| [ 1 ]                 |                                                                             |
| Произвођач            |                                                                             |
| Тип                   | играчка конзола                                                             |
| Меморија              |                                                                             |
| Поријекло             | Сједињене Америчке Државе                                                   |
| Година                | 1977                                                                        |
| Тастатура             | двије одвојиве палице за игру са потенциометрима, и пиштољ-контролер, Reset |
| Процесор              |                                                                             |
| Фреквенција процесора |                                                                             |
| RAM                   |                                                                             |
| ROM                   |                                                                             |
| Текст                 |                                                                             |
| Графика               |                                                                             |
| Боја                  | црно и бијело                                                               |
| Звук                  | уграђени звучник                                                            |
| Димензије             | 21 фунта                                                                    |
| Портови               |                                                                             |
| Оперативни систем     |                                                                             |